# Station Tralewo
Station Tralewo is een spoorwegstation in de Poolse plaats Tralewo.